# Florentin Bouton
Florentin Cornelis Bouton (Vlamertinge, 8 februari 1867 - aldaar, 22 mei 1949) was burgemeester van Vlamertinge van 1928 tot 1946. Hij volgde Evarist Vande Lanoitte op, nadat de VNV-schepen Marcel Vandenbulcke enkele maanden als dienstdoende burgemeester had gefungeerd. De benoeming was niet zonder problemen tot stand gekomen. Binnen de coalitie tussen katholieken en VNV hadden deze laatste een partijgenoot als burgemeester gewild. Daarom was eerste schepen Vandenbulcke gedurende enkele maanden waarnemend burgemeester. De Minister van Binnenlandse zaken weigerde hem als volwaardig burgemeester te benoemen, en als compromis werd de voor het VNV voldoende Vlaamsgezind geachte Bouton aanvaard en benoemd.
In 1941 werd Bouton tijdens de Tweede Wereldoorlog door de Duitse bezetter afgezet wegens zijn leeftijd. Als oorlogsburgemeester nam Rafaël Six zijn plaats in.
Na de Bevrijding begin september 1944 nam Bouton onmiddellijk het ambt weer op. Juridisch werd geen rekening gehouden met de oorlogsburgemeester. De anciënniteit van Bouton liep dan over de hele periode, vanaf zijn benoeming in 1927 tot 1946.